# Декейтер (Міссісіпі)
Декейтер (англ. Decatur) — місто (англ. town) в США, в окрузі Ньютон штату Міссісіпі. Населення — 1945 осіб (2020).

## Географія
Декейтер розташований за координатами 32°26′2″ пн. ш. 89°6′40″ зх. д. / 32.43389° пн. ш. 89.11111° зх. д. (32.433962, -89.111237).  За даними Бюро перепису населення США в 2010 році місто мало площу 14,40 км², з яких 14,24 км² — суходіл та 0,16 км² — водойми.

## Демографія
Згідно з переписом 2010 року, у місті мешкала 1841 особа в 591 домогосподарстві у складі 384 родин. Густота населення становила 128 осіб/км².  Було 656 помешкань (46/км²).
Расовий склад населення:
| - 63,7 % — білих - 34,2 % — чорних або афроамериканців - 0,9 % — корінних американців - 0,3 % — азіатів |

До двох чи більше рас належало 0,8 %. Частка іспаномовних становила 0,9 % від усіх жителів.
За віковим діапазоном населення розподілялося таким чином: 20,4 % — особи молодші 18 років, 68,1 % — особи у віці 18—64 років, 11,5 % — особи у віці 65 років та старші. Медіана віку мешканця становила 23,6 року. На 100 осіб жіночої статі у місті припадало 87,1 чоловіків;  на 100 жінок у віці від 18 років та старших — 85,1 чоловіків також старших 18 років.
Середній дохід на одне домашнє господарство  становив 61 578 доларів США (медіана — 37 500), а середній дохід на одну сім'ю — 78 838 доларів (медіана — 56 250). Медіана доходів становила 45 000 доларів для чоловіків та 36 406 доларів для жінок. За межею бідності перебувало 21,1 % осіб, у тому числі 23,4 % дітей у віці до 18 років та 5,3 % осіб у віці 65 років та старших.
Цивільне працевлаштоване населення становило 851 осіб. Основні галузі зайнятості: освіта, охорона здоров'я та соціальна допомога — 44,7 %, мистецтво, розваги та відпочинок — 11,8 %, публічна адміністрація — 9,4 %, виробництво — 7,1 %.